# Gänsbrunnen
Gänsbrunnen foi uma comuna da Suíça, situada no distrito de Thal, no cantão de Soleura. Tinha 11,36 km² de área e sua população em 2018 foi estimada em 85 habitantes.
Em 1 de janeiro de 2021, passou a formar parte da nova comuna de Welschenrohr-Gänsbrunnen.